# Rocking (Gemeinde Reisenberg)
Rocking ist ein abgekommener Ort in der Gemeinde Seibersdorf in Niederösterreich. Der vermutete Ort steht als archäologisches Denkmal unter Denkmalschutz (Listeneintrag).
Der Ort scheint urkundlich erstmals im Jahr 1230 mit acht Urlehen auf, soll jedoch um 1500 bereits öde gefallen sein. Der Ort befand sich nordöstlich von Unterwaltersdorf.